# Sarah Straton
Sarah Straton (* 6. Oktober 1970 in Minneapolis, Vereinigte Staaten) ist eine australische Beachvolleyballspielerin.

## Karriere
Straton spielte ihre ersten internationalen Turniere 1995/96 mit Christine Eleanor Wilson. Das Duo kam bei sechs Open-Turnieren in Folge in die Top Ten. 1996 spielte Straton in der Weltserie und beim Grand Slam in Carolina mit Liane Fenwick. Die besten Ergebnisse waren ein dritter Rang in Osaka und ein fünfter Platz in Busan. 1997 trat Straton wieder mit Wilson an. Bei den Open-Turnieren in Marseille und Salvador da Bahia wurden die beiden Australierinnen jeweils Neunte. Außerdem nahmen sie an der ersten offiziellen Weltmeisterschaft 1997 in Los Angeles teil; dort belegten sie den 17. Platz.
1998 bildete Straton ein neues Duo mit Annette Huygens Tholen. Im ersten gemeinsamen Jahr wurden Straton/Huygens Siebte in Espinho und Neunte bei den Open-Turnieren in Marseille und Dalian. 1999 nahmen sie an der WM in Marseille teil und erreichten den 13. Platz. Im Jahr 2000 gelang ihnen keine Top-Ten-Platzierung. Trotzdem nahmen sie an den Olympischen Spielen in Sydney teil. Nach der Auftakt-Niederlage gegen das US-Duo Davis/Jordan mussten sie sich auch dem deutschen Team Friedrichsen/Müsch geschlagen geben und beendeten das Turnier auf dem 19. Rang.
In den folgenden Jahren konzentrierte Straton, die auch die US-amerikanische Staatsbürgerschaft besitzt, ihre Aktivitäten auf die AVP-Tour. Bei der amerikanischen Serie trat sie von 2001 bis 2010 mit diversen Partnerinnen an, u. a. mit Angela Akers und mit Brooke Hanson. 2002 und Anfang 2005 pausierte sie wegen Schwangerschaften. 2003 spielte sie außerdem noch mit Angie Akers einen Grand Slam in Los Angeles.
2014 wurde Straton Assistenztrainerin an der University of California, Los Angeles.